# Список персонажей «Экслибриума»

Главные персонажи франшизы слева направо: Матвей Корецкий, Инга Шелковиц, Лилия Романова, Александр Алиновский. Художница — Юлия Журавлёва

«Экслибриум» — серия комиксов, созданная российским издательством Bubble Comics. Состоит из основных серий «Экслибриум» и «Экслибриум: Жизнь вторая», а также из спин-оффов ваншотов «Экслибриум: Чистый лист» и «Экслибриум: Красная строка». Произведения серии выполнены в жанре городского фэнтези, центральным героем которых является юная девушка Лилия Романова, волею случая попадающая в тайный Орден книгочеев, защищающих границу между повседневной действительностью и миром художественных произведений. Помимо Лили, серия включает в себя множество различных персонажей. Среди наиболее часто встречающихся: Александр Алиновский, Инга Шелковиц, Матвей Корецкий, Соловей (Артур), Ангелина Евгеньевна, Кира и Агата.
«Экслибриум» насчитывает множество действующих лиц, для более подробного раскрытия которых были созданы два сборника историй: «Экслибриум: Чистый лист» и «Экслибриум: Красная строка», в каждом из которых собрано несколько сюжетов о второстепенных персонажах. Персонажи серии встречаются также в нескольких глобальных кроссоверах Bubble Comics, где они пересекаются с другими героями комиксов издательства.
Создательницей всех героев серии является сценаристка Наталия Девова, автор и основной сценарист «Экслибриума» и «Экслибриума: Жизнь вторая». Помимо неё над сюжетом одно время работала Анна Булатова, сценаристка комикса «Метеора», а художник Константин Тарасов выступил сценаристом одной из историй сборника «Экслибриум: Чистый лист». Художниками серии были такие иллюстраторы, как Андрей Родин, Алина Ерофеева, Константин Тарасов, Юлия Журавлёва, Джамиля Зульпикарова и Марина Привалова. Многие из них внесли свой вклад в создание и проработку героев, как главных, так и второстепенных.

## Легенда
В данном списке отображены основные персонажи франшизы, появившееся в комиксах чаще всего, по порядку их появления. Параметры таблицы:
- Имя персонажа;
- Пол персонажа;
- Отличительные особенности персонажа и навыки, указанные на официальном сайте Bubble Comics (при наличии);
- Создатели персонажа, от сценаристов к художникам;
- Первое появление персонажа: название серии, номер выпуска и дата выхода.

## Экслибриум
| Лилия Андреевна Романова — главная героиня серий «Экслибриум» и «Экслибриум: Жизнь вторая», любительница поп-культуры во всех её проявлениях. Впервые появилась в первом выпуске комикса «Экслибриум» в октябре 2014 года. Разработали героиню сценаристка Наталия Девова, а дизайн и внешний вид — художник Андрей Родин. Вследствие переездов родителей из города в город у неё не было постоянных друзей, что сказалось на её социальных навыках и стало причиной появления комплексов и обсессивно-компульсивного расстройства. Временами может впасть в депрессию и закрыться в себе, однако она довольно храбрая девушка и не бросает друзей в беде. Характерные особенности её внешности: густые брови, длинный острый нос, чёрные глаза и вьющиеся волосы. После того, как лишилась белых чернил часть её волос обрели белый цвет. Часто носит чёрную шляпу. Цвет её чернил — жёлтый, что даёт ей возможность испускать из глаз и рта разрушающие лучи. В процессе создания образ героини претерпевал изменения: изначально Лиля задумывалась как светловолосая девушка по имени Катя Одинцова. Её гардероб состоял из повседневной одежды и аксессуаров из её любимых компьютерных игр. Девова также планировала добавить девушке щербинку между передними зубами, однако коллеги отговорили её. Сложности вызвал подбор причёски: так как длинные волосы были у двух главных героинь других серий издательства, Красной Фурии и Метеоры, Девова решила сделать упор на коротких прямых волосах. По её словам, окончательный вариант — кудрявые волосы — предложила Анастасия Ким, основная художница серии «Майор Гром». В серии «Экслибриум» Лиля, собирающаяся поступать в МГУ, волею случая попадает в Орден книгочеев, задачей которого является охрана границ между реальным миром и миром художественных произведений. Став одной из них, Лиля начинает участвовать в заданиях по поимке сбежавших из книг персонажей и узнаёт тонкости работы Ордена. Тем временем, Лилю начинает искать команда из нескольких человек, в которую, среди прочих, входят книжный персонаж Агата и книгочей Владимир, когда-то бывший лечащим врачом Лили. Возглавляет их Кира, маг монохрома и обладательница чёрных чернил, желающая отомстить за смерть брата и уничтожить Орден книгочеев. Кира врывается в здание Настоящей Московской Библиотеки, пленит всех книгочеев и глав Круга. Она просит Лилю помочь уничтожить Костяной дом, чтобы высвободиться от его влияния, после чего все лишатся чернил и, соответственно, суперспособностей. Лиля соглашается и передаёт Кире свои белые чернила. Успешно совершив затеянное, Кира подвергается нападению Агаты, которая убивает её и забирает чернила вместе со способностями. Так как все герои с цветными чернилами потеряли свои способности, единственным кто сохранил суперсилы стала Агата. В серии-продолжении, «Экслибриум: Жизнь вторая», Лиля Романова и её друзья из Ордена книгочеев пытаются остановить Агату, заполучившую почти безграничные возможности и желающую перестроить мир по своему усмотрению. |         |                                              |                                                   |                                  |
| Александр Алиновский | Мужской | Магия                                        | Наталия Девова, Андрей Родин                      | «Экслибриум» № 1 (октябрь 2014)  |
| Александр Алиновский — один из учеников Настоящей Московской Библиотеки и один из первых книгочеев, встреченных Лилей. Впервые появился в первом выпуске комикса «Экслибриум» в октябре 2014 года. Разработали персонажа сценаристка Наталия Девова, а дизайн и внешний вид — художник Андрей Родин. Саша Алиновский предстаёт как один из ближайших друзей Лили, Инги и Матвея. По характеру угрюм и рассудителен. Среди прочих учеников Библиотеки ранее выделялся скептическим отношением к устоям Ордена книгочеев; в конечном итоге из-за своего скептицизма Александр допустил трагедию, унёсшую жизни многих магов Ордена, что заставило его сильнее других чтить и следовать установленным правилам. Цвет его чернил — серый, что позволяет ему управлять камнем. Саша первоначально имел более классический стиль одежды, состоящий из пиджаков, строгих костюмов, который впоследствии изменился на современный и повседневный, а его образом занимался художник и сценарист Евгений Федотов. После переработки образа Андреем Васиным гардероб Алиновского преимущественно заполнили вещи чёрного цвета. Он задумывался как молодой человек, пытающийся быть старше и грубее, чем он есть на самом деле, а также как антипод Соловья и защитник Лили, которая не любит участвовать в конфликтах. В «Экслибриуме» Саша — один из центральных действующих героев. Он попадает в Орден вместе с Ингой Шелковиц, вместе с которой и заразился чернилами. Ещё до прибытия в Орден Лили, Алиновский стал виновником трагедии, унёсшей жизни нескольких книгочеев. В канун Нового Года он наткнулся на необычного ожившего персонажа — девушку-воительницу Агату. Она часто выходила из своей книги, осознавая, что является её персонажем, просто прогуляться по иному для себя миру. По-началу Саша предостерегал Агату, объясняя необходимость возвращения и последующего запечатывания книги, вследствие чего все её воспоминания о внешнем мире должны были исчезнуть. Девушка соглашалась, однако проникнувшийся уважением и сочувствием к персонажу, которому раз за разом приходится проживать момент своей смерти в книге, Саша попытался помочь ей остаться в реальном мире. Ситуация вышла из-под контроля: героиня стала мутировать, а попытка вернуть её в книгу обернулась провалом — из романа начали вылезать остальные герои, также мутировавшие. В конечном итоге вторжение удалось остановить, однако тогда погиб друг Саши и многие другие книгочеи. Позже, он вместе с Соловеем приглашает Лилю вступить в Орден, после того как она заразилась чернилами. Он, вместе с Ингой и Матвеем, становится её близким другом. В продолжении «Экслибриум: Жизнь вторая» Алиновский и другие книгочеи пытаются остановить воскресшую Агату. |         |                                              |                                                   |                                  |
| Соловей / Артур | Мужской | Магия, ловкость                              | Наталия Девова, Андрей Родин                      | «Экслибриум» № 1 (октябрь 2014)  |
| Соловей (также известен как Артур) — преподаватель в Настоящей Московской Библиотеке. Впервые появился в первом выпуске комикса «Экслибриум» в октябре 2014 года. Разработали персонажа сценаристка Наталия Девова, а дизайн и внешний вид — художник Андрей Родин. Оживлённый литературный персонаж книги, написанной Ангелиной Евгеньевной. Он единственный маг Ордена книгочеев, являющийся оживлённым персонажем и исключением из правил книгочеев относительно персонажей. По характеру очень добродушен, даже к врагам, оптимистичен и беспечен, что временами создаёт ошибочное впечатление о его наивности. Имеет привычку носить шлёпанцы на босую ногу. Будучи литературным персонажем, не нуждается в пище и воде, не испытывает боли, обладает возможностью регенерации. Одежда Соловья первоначально имела классический стиль: пиджаки, строгие костюмы. Впоследствии стиль изменился на современный и повседневный. После переработки образа его гардероб преимущественно заполнили вещи светлых тонов. Андрей Родин, руководствуясь данным ему Наталией Девовой описанием («эксцентричный и яркий напарник Саши»), сделал Артура человеком примерно среднего возраста, с короткими усами и небритостью, заглаженными назад волосами, собранными в конский хвост, прежде чем персонаж приобрёл окончательный вид (светлые волосы, высокий рост и худощавое телосложение). В «Экслибриуме» Соловей — единственный литературный персонаж, которому разрешено существовать и работать наравне с другими книгочеями. Изначально носил имя Соловей, имел крылья и птичьи ноги, однако чтобы существовать в человеческом мире по требованию Круга был лишён нечеловеческих частей тела, а вместо имени Соловей ему дали прозвище «Артур». Именно он вместе с Сашей Алиновским встречает Лилю Романову, а после того, как та заражается чернилами, доставляет её в Настоящую Московскую Библиотеку, где она становится одной из книгочеев. Позже выступает чем-то вроде наставника для Саши, Лили, Инги и Матвея и не раз приходит к ним на выручку в тяжёлых ситуациях. Как выясняется позже, он был написан Ангелиной Евгеньевной ещё в детстве и оживлён. После попадания в Орден Ангелина долгое время планировала побег вместе с Соловьём, чтобы освободиться от контроля глав Круга. В конце комикса был убит своим же автором во время нападения Киры на Орден книгочеев. В продолжении «Экслибриум: Жизнь вторая» возрождённый Ангелиной Соловей теряет память, пока его создательница, присоединившаяся к Агате, пытается найти способ восстановить её. Из-за амнезии характер Соловья несколько меняется, он также возвращает себе свои крылья и птичьи ноги. |         |                                              |                                                   |                                  |
| Ангелина Евгеньевна | Женский | Магия, высокий интеллект                     | Наталия Девова, Алина Ерофеева                    | «Экслибриум» № 4 (январь 2015)   |
| Ангелина Евгеньевна — глава Настоящей Московской Библиотеки; для учеников она вроде директора школы. Впервые появилась в четвёртом выпуске комикса «Экслибриум» в январе 2015 года. Разработали героиню сценаристка Наталия Девова, а дизайн и внешний вид — художница Алина Ерофеева. Написала Артура в девятилетнем возрасте. Строга, но справедлива. Каждый раз сильно переживает за учеников, в то время как они выполняют смертельно-опасную миссию, и часто помогает им выпутаться из сложной ситуации. Пытается бросить курить. Может телепортироваться к нынешнему местонахождению книгочея или персонажа, используя каплю его чернил. Цвет и соответствующие способности неизвестны. Образ Ангелины Евгеньевны был утверждён буквально с первых скетчей. Увидев их, главный редактор Bubble Роман Котков сравнил персонажа с американской актрисой Джессикой Лэнг, известной по сериалу «Американская история ужасов». Поначалу Девова настаивала на короткой стрижке, однако коллеги отклонили её просьбу, и персонаж получил вьющиеся волосы средней длины, однако уже в 25 выпуске героиня появляется с короткой стрижкой. В продолжении «Экслибриум: Жизнь вторая» художник Константин Тарасов и колористка Наталья Мартинович обновили внешность героини, добавив седые пряди, которые должны были добавить её образу благородства и подчеркнуть её нахождение рядом с силой монохрома Агаты. В «Экслибриуме» Ангелина Евгеньевна — глава Настоящей Московской Библиотеки, подконтрольная Кругу. Попала в Орден вместе со своим литературным персонажем Соловьём, смогла уговорить Круг оставить его в живых и не запечатывать обратно в книгу, благодаря чему Соловей стал единственный персонажем, существующим наравне с другими книгочеями. В какой-то момент знакомится с книгочеем Владимиром, вместе с которым начинает строить план по побегу из Ордена. Они пытаются заполучить силу магов монохрома, Киры и Кая, но те совершают побег. Владимиру удаётся настигнуть Кая, которого он убивает, а его белый цвет прячет в тогда ещё маленькой Лиле Романовой. Ангелина подстраивает попадание Лили в Орден, чтобы иметь рядом мага монохрома, а Владимир пытается поймать Киру, но попадает к ней и её новым соратникам в плен. Ангелина становится свидетельницей нападения Киры на Орден книгочеев и предательства со стороны Агаты, ожившего литературного персонажа, заполучившего силу монохрома. В серии-продолжении «Экслибриум: Жизнь вторая» Ангелина наконец совершает побег из разрушенного Агатой Ордена и присоединяется к Агате, пообещавшей освободить персонажей, чтобы они жили свободно наравне с другими людьми. Ангелина видит в этом шанс спокойной жизни со своим персонажем Соловьём, а потому помогает ей и становится врагом своих же бывших подопечных: Лили, Саши, Инги, Матвея и других. |         |                                              |                                                   |                                  |
| Тамара Леска | Женский | Магия, сверхсила                             | Наталия Девова, Алина Ерофеева                    | «Экслибриум» № 5 (февраль 2015)  |
| Тамара Леска — представительница семьи Леска, видного рода потомственных книгочеев, а также одна из студенток Настоящей Московской Библиотеки. Впервые появилась в пятом выпуске комикса «Экслибриум» в феврале 2015 года. Разработали героиню сценаристка Наталия Девова, а дизайн и внешний вид — художница Алина Ерофеева. Тамара не очень любит статусность её семьи и всячески старается дистанцироваться от них, как своим внешним видом, одеваясь в более неформальную одежду, так и непринуждённым поведением. Это выражалось в том числе протестным поведением: так, Тамара идёт наперекор желаниям родителей, вроде попытки привить ей любовь к музыке. Любит ходить в кигуруми. Картавит. Цвет её чернил — фиолетовый, однако на данный момент неизвестно, какие способности он ей даёт. Наталия Девова попросила Алину Ерофееву сделать наброски для второстепенных персонажей студентов ещё в начале работы над «Экслибриумом», из которых были использованы почти все. Один из этих набросков стал основой для Тамары; героине дали щербинку между зубов, которую Девова изначально хотела добавить Лиле. Появляется в «Экслибриуме» как одна из студенток Настоящей Московской Библиотеки. После прибытия в Орден книгочеев Лили Романовой, вместе с Зоей Сафьяновой становится её соседкой по комнате в общежитии. Вместе с другими книгочеями участвует в поимке сбежавших персонажей в сюжете «Благими намерениями», а также принимает участие в сражении с грозным духом инквизитора, находившемся внутри книги «Молот ведьм», в сюжете «Меж трёх огней». |         |                                              |                                                   |                                  |
| Евгения Лунёва | Женский | Магия, ловкость                              | Наталия Девова, Алина Ерофеева                    | «Экслибриум» № 5 (февраль 2015)  |
| Евгения Лунёва — одна из студенток Настоящей Московской Библиотеки. Впервые появилась в пятом выпуске комикса «Экслибриум» в феврале 2015 года. Разработали героиню сценаристка Наталия Девова, а дизайн и внешний вид — художница Алина Ерофеева. Жена считает себя нескладной и угловатой девушкой, а потому долго удивлялась узору своего экслибриума — рисунку плавно тянущихся друг за другом капель. Любит индийские фильмы, в отличие от творчества режиссёра Алексея Балабанова. Цвет её чернил — синий, что позволяет её управлять водной стихией — например, вызывать дождь. Наталия Девова попросила Алину Ерофееву сделать наброски для второстепенных персонажей студентов ещё в начале работы над «Экслибриумом», из которых были использованы почти все. Появляется в «Экслибриуме» как одна из студенток Настоящей Московской Библиотеки. Вместе с другими книгочеями участвует в поимке сбежавших персонажей в сюжете «Благими намерениями», а также принимает участие в сражении с грозным духом инквизитора, находившемся внутри книги «Молот ведьм», в сюжете «Меж трёх огней». Позже вместе с Ритой Вольновой отправляется на поимку сбежавшего из книги «Иванушка-дурачок» персонажа, однако это оказывается ловушкой Лизы и Никиты, приспешников Киры, которые пытались выманить Лилю Романову. Во время сражения она и Рита получают серьёзные ранения от мутировавшего персонажа, а Никита и вовсе погибает от его рук. Лиза, огорчённая гибелью друга, мстит за смерть Никиты — застреливает Риту и чуть не убивает Женю. В сборнике спин-оффе «Экслибриум: Красная строка» есть история, посвящённая Жене Лунёвой. |         |                                              |                                                   |                                  |
| Зоя Сафьянова | Женский | Магия, ловкость, выносливость                | Наталия Девова, Алина Ерофеева                    | «Экслибриум» № 5 (февраль 2015)  |
| Зоя Сафьянова — одна из студенток Настоящей Московской Библиотеки. Впервые появилась в пятом выпуске комикса «Экслибриум» в феврале 2015 года. Разработали героиню сценаристка Наталия Девова, а дизайн и внешний вид — художница Алина Ерофеева. Зоя по натуре волевой человек, который легко принимает на себя проблемы и справляется с ними. По характеру спокойная и старается сдерживать эмоции при себе. Не очень любит учиться. Довольно сильна физически, что позволило ей самостоятельно отбиться от персонажа, который заразил её чернилами. В детстве, ещё до попадания в Орден книгочеев занималась спортивной греблей на озере Иссык-Куль. Цвет её чернил — оранжевый. Наталия Девова попросила Алину Ерофееву сделать наброски для второстепенных персонажей студентов ещё в начале работы над «Экслибриумом», из которых были использованы почти все. Появляется в «Экслибриуме» как одна из студенток Настоящей Московской Библиотеки. После прибытия в Орден книгочеев Лили Романовой, вместе с Тамарой Леской становится её соседкой по комнате в общежитии. Вместе с другими книгочеями участвует в поимке сбежавших персонажей в сюжете «Благими намерениями», а также принимает участие в сражении с грозным духом инквизитора, находившемся внутри книги «Молот ведьм», в сюжете «Меж трёх огней». В сборнике спин-оффе «Экслибриум: Чистый лист» есть история, посвящённая попаданию Зои Сафьяновой в Орден книгочеев. |         |                                              |                                                   |                                  |
| Владимир | Мужской | Магия, сверхсила                             | Наталия Девова, Алина Ерофеева                    | «Экслибриум» № 6 (март 2015)     |
| Владимир — книгочей и бывший воспитатель и врач Лилии Романовой. Впервые появился в шестом выпуске комикса «Экслибриум» в марте 2015 года. Разработали персонажа сценаристка Наталия Девова, а дизайн и внешний вид — художница Алина Ерофеева. Девова признавалась, что внешность Владимира была создана под вдохновением от персонажа Каллена Бохэнона в исполнении актёра Энсона Маунта в сериале «Ад на колёсах». В «Экслибриуме» Владимир — книгочей в бегах. Ещё будучи в Настоящей Московской Библиотеке знакомится с книгочейкой Ангелиной Евгеньевной, вместе с которой начинает строить план по побегу из Ордена. Они пытаются заполучить силу магов монохрома, Киры и Кая, но те совершают побег. Владимиру удаётся настигнуть Кая, которого он убивает и забирает его белый цвет. Подавшись в бега, Владимир стал врачом Лилии Романовой, у которой были проблемы в общении и обсессивно-компульсивное расстройство. Он спрятал в ней украденные чернила, из-за чего у девочки появилась возможность видеть оживших героев книг, хотя Владимир старался скрыть это, называя эти видения побочными эффектами от препаратов. В какой-то момент Владимир исчезает и продолжает свои поиски Киры, чтобы забрать её чёрные чернила, однако в конечном итоге попадает к ней и её новым соратникам в плен. Проникая в память Владимира, Кира узнаёт, что он спрятал белые чернила в Лиле. Кира и её союзники врываются в здание Настоящей Московской Библиотеки и пленят всех книгочеев и глав Круга. Кире удаётся заполучить белые чернила, после чего она уничтожает Орден, но её предаёт Агата, которая крадёт её силы и собирается перестроить мир по своему усмотрению. В серии-продолжении «Экслибриум: Жизнь вторая» Владимир находится в плену у кингочеев, которые с помощью него хотят выманить Ангелину Евгеньевну, присоединившуюся к Агате. |         |                                              |                                                   |                                  |
| Инга Шелковиц | Женский | Магия, скорость                              | Наталия Девова, Алина Ерофеева                    | «Экслибриум» № 6 (март 2015)     |
| Инга Шелковиц — ученица Настоящей Московской Библиотеки. Впервые появилась в шестом выпуске комикса «Экслибриум» в марте 2015 года. Разработали героиню сценаристка Наталия Девова, а дизайн и внешний вид — художница Алина Ерофеева. Инга Шелковиц предстаёт как одна из ближайших друзей Лили, Саши и Матвея. Имеет хорошие взаимоотношения с Лилей, которой доверяет секреты и просит помощи в трудных ситуациях. Была заражена чернилами одновременно с Сашей, вместе с которым и попала в Орден книгочеев. Отличительные черты внешности Инги: длинные белоснежные волосы и повязка на правом глазу, всегда носит кепку на голове. Шеловиц является добродушной и позитивной девушкой, но местами она может быть жёсткой со своими друзьями, когда те теряют веру в себя. Гиперактивна, что отсылает к её сверхспособности — возможности передвигаться на высокой скорости, благодаря цвету её чернил — голубому. По словам Наталии Девовой, первое впечатление редакции на Ингу было скорее негативным, а основатель издательства Bubble Comics Артём Габрелянов нелестно отзывался о героине, заявив, что она не вызывает симпатии. Однако сценаристка как раз добивалась такого эффекта и считала, что в реальной жизни именно такое впечатление и производила бы Шелковиц. В «Экслибриуме» Инга — одна из студентов Настоящей Московской Библиотеки, известная своей гиперактивностью и энергичностью. Очень привязана к Саше Алиновскому, вместе с которым и попала в Орден книгочеев. После случая, когда по вине Алиновского погибло несколько книгочеев, многие были настроены против него, из-за чего Инга некоторое время вступала в перепалки с другими студентами, защищая друга. После присоединения Лили Романовой Инга сразу находит с ней общий язык и становится её лучшей подругой. Во время одного из экзаменов была вынуждена сражаться против Лили. В отличие от неё, Шелковиц приняла вызов с энтузиазмом и сразу вступила в бой, Романова же расстроилась и закрылась в себе. Тем не менее, благодаря напутствию Инги, а также Саши и Матвея, Лиле удалось поверить в себя и в итоге бой закончился ничьей. Позже Инга становится одной из свидетелей нападения Киры на Орден книгочеев и его дальнейшего разрушения Агатой, предавшей своих союзников. В серии-продолжении «Экслибриум: Жизнь вторая» Инга вместе с Лилией, Сашей, Матвеем и другими книгочеями пытаются остановить Агату, которая заполучила силы монохрома и теперь строит планы по перестраиванию мира по своему усмотрению, желая дать свободу всем литературным персонажам. |         |                                              |                                                   |                                  |
| Матвей Корецкий | Мужской | Магия                                        | Наталия Девова, Алина Ерофеева                    | «Экслибриум» № 11 (август 2015)  |
| Матвей Корецкий — ученик Настоящей Московской Библиотеки. Впервые появился в одиннадцатом выпуске комикса «Экслибриум» в августе 2015 года. Разработали персонажа сценаристка Наталия Девова, а дизайн и внешний вид — художница Алина Ерофеева. Матвей Корецкий невысокого роста, волосы рыжего цвета, всегда носит пластырь на переносице. Имеет тихий, но вредный и ветреный характер. Матвей довольно отстранённый человек, любит язвить, всегда говорит, что думает, из-за чего среди учеников Библиотеки заслужил репутацию беспечного юноши, доставляющего проблемы, однако вместе с тем обладает чувством юмора и сохраняет оптимистичный настрой в критических ситуациях. В какой-то момент Матвей становится одним из ближайших друзей Лили, Инги и Саши и душой компании. Любит поспать, а также стихию огня, которая его завораживает — по этой причине он является большим поклонником Татьяны Александровны. Цвет его чернил голубой, однако свои способности он использует иначе, чем Инга: вместо суперскорости он пользуется магией голубых чернил для того, чтобы летать с помощью крыльев. Разрабатывая образ Матвея, Наталия Девова придумала ему имя в последнюю очередь, долгое время просто называя его «маленькой мразью», что, по её мнению, целиком и полностью характеризовало персонажа. В «Экслибриуме» Матвей предстаёт как студент Настоящей Московской Библиотеки с репутацией человека-проблемы. Первое время старался сбежать из Библиотеки, но в какой-то момент бросил попытки и вместо этого стал скрываться в труднодоступных частях замка, вдали от других книгочеев. После прибытия Лили Романовой в Орден книгочеев постепенно начинает сближаться с ней, Сашей Алиновским и Ингой Шелковиц и становится их близким другом. В сюжетной арке «Хозяйка дорог» появляется одноимённая злодейка, осознавший себя литературный персонаж, странствующий из одной книги в другую. Вместе со своим помощником Индейцем Джо начинает вести охоту на Матвея: она хотела поймать его и заменить им Тома Сойера, погибшего персонажа книги «Приключения Тома Сойера». Благодаря помощи Соловья, Матвею, Лиле, Саше и Инге удаётся остановить её. Позже Матвей становится одним из свидетелей нападения Киры на Орден книгочеев и его дальнейшего разрушения Агатой. В серии-продолжении «Экслибриум: Жизнь вторая» Матвей вместе с Лилией и другими книгочеями пытаются остановить Агату, которая заполучила силы монохрома и теперь планирует перестроить мир по своему усмотрению. В сборнике спин-оффе «Экслибриум: Красная строка» есть история, посвящённая попаданию Матвея в Орден книгочеев. |         |                                              |                                                   |                                  |
| Татьяна Александровна | Женский | Магия, харизма, высокий интеллект            | Наталия Девова, Андрей Родин                      | «Экслибриум» № 14 (ноябрь 2015)  |
| Татьяна Александровна — одна из самых сильных магов Ордена книгочеев, состоит в Совете Круга. Впервые появилась в четырнадцатом выпуске комикса «Экслибриум» в ноябре 2015 года. Разработали героиню сценаристка Наталия Девова, а дизайн и внешний вид — художник Андрей Родин. Татьяна Александровна — представительница либерального крыла круга. Обладает характерным говором, схожим с одесским. Одевается броско и «аляповато»: брюки, платье и фартук, а на шее — ожерелье из перцев чили, которыми время от времени перекусывает; таким видом напоминает стереотипную купчиху. Разрабатывая образ Татьяны Александровны, сценаристка и художник выбирали между женским и мужским полом персонажа, по итогу остановившись на женском. Создавая образ совместно с Андреем Родиным, Наталия настояла на том, чтобы дать героине длинные волосы, заплетённые в косу, чтобы таким образом подчеркнуть её жадность и скупость — нежеланием стричься. В продолжении «Экслибриум: Жизнь вторая» художник Константин Тарасов и колористка Наталья Мартинович обновили внешность героини, убрав косу и сделав её волосы распущенными. Среди рабочих вариантов также находился образ, вдохновлённый славянскими мотивами, но от него решили отказаться в пользу более схожего с её прежним внешним видом. В «Экслибриуме» Татьяна Александровна появляется вместе с Яковом, когда Лиля впервые участвует в задании по поимке сбежавших из книг персонажей. Она и Яков дают книгочеям задание: помочь членам Магического чрезвычайного комитета выследить неизвестного в капюшоне, использовавшего «Молот ведьм», древний и могущественный фолиант, и обезвредить книгу. После схватки с грозным духом инквизитора, находившемся внутри книги, книгочеи собираются на суд над сбежавшими ранее персонажами. Им удаётся выведать интересующую их информацию, но из-за долгого пребывания вне книги один из персонажей мутирует, и Якову, члену Круга, в итоге приходится убить его. Позже Татьяна Александровна пытается помещать Кире захватить Орден книгочеев, но тщетно: девушке удаётся пленить всех глав Круга, а затем и уничтожить Орден. Однако Киру придёт Агата: она крадёт у неё её силы монохрома и объявляет войну книгочеям. В серии-продолжении «Экслибриум: Жизнь вторая» Татьяна Александровна вместе с другими книгочеями пытается помешать планам Агаты перестроить мир по своему усмотрению. Так как Ангелина Евгеньевна сбежала из Ордена и присоединилась к Агате, Татьяна Александровна становится новым предводителем студентов. |         |                                              |                                                   |                                  |
| Яков | Мужской | Магия, высокий интеллект                     | Наталия Девова, Андрей Родин                      | «Экслибриум» № 14 (ноябрь 2015)  |
| Яков — один из глав Круга. Впервые появился в четырнадцатом выпуске комикса «Экслибриум» в ноябре 2015 года. Разработали персонажа сценаристка Наталия Девова, а дизайн и внешний вид — художник Андрей Родин. Яков — представитель консервативного крыла круга, по натуре «злобный милитарист», предпочитающий грубое решение проблем. В соответствии своему характеру носит военный мундир. Отличительной чертой Якова является его злобная улыбка, вселяющая в людей ужас. Глаза отсутствуют, их заменяют два искусственно созданных протеза из его чернил, благодаря которым может видеть. После уничтожения Ордена Агатой лишился силы своих чернил и, как следствие, возможности видеть. Разрабатывая образ Якова, сценаристка и художник выбирали между мужским и женским полом персонажа, по итогу остановившись на мужском. В «Экслибриуме» Яков появляется вместе с Татьяной Александровной и даёт студентам задание: помочь членам Магического чрезвычайного комитета выследить человека в капюшоне, который использует «Молот ведьм» — древний и могущественный фолиант, а затем обезвредить книгу. После сражения с духом инквизитора, находившемся внутри книги, книгочеи собираются на суд над сбежавшими ранее персонажами. Им удаётся выведать интересующую их информацию, но из-за долгого пребывания вне книги прямо в ходе заседания персонаж начинает мутировать. В итоге Якову приходится убить его, после чего вместе с Варварой Леской он уничтожает и книгу, из которой тот сбежал. Позже Яков пытается помещать Кире захватить Орден книгочеев, но безуспешно: ей удаётся пленить всех глав Круга, а затем и уничтожить Орден. Однако Киру придёт Агата: она крадёт у неё её силы монохрома и объявляет войну книгочеям. В серии-продолжении «Экслибриум: Жизнь вторая» Яков вместе с другими книгочеями пытается помешать планам Агаты перестроить мир по своему усмотрению. |         |                                              |                                                   |                                  |
| Лаврентий Павлович | Мужской | Магия, сверхсила                             | Наталия Девова, Андрей Родин                      | «Экслибриум» № 19 (май 2016)     |
| Лаврентий Павлович — один из глав Круга. Впервые появился в девятнадцатом выпуске комикса «Экслибриум» в мае 2016 года. Разработали персонажа сценаристка Наталия Девова, а дизайн и внешний вид — художник Андрей Родин. С виду — непримечательный внешности дедушка. Работой Лаврентия Павловича в рамках Ордена является вычищение следов существования людей, превратившихся в библиотеней во время инициации Костяного дома. При разработке образа Лаврентия, Наталия Девова отмечала, что согнутая спина — деталь, которую добавил нарисовавший персонажа Андрей Родин — показывает как тяжёлая работа «буквально давит ему на плечи». Впервые Лаврентий Павлович появляется в «Экслибриуме» в сюжете «Суд». Как один из глав Круга, в который также входят Татьяна Александровна, Яков и Варвара Леска, судит сбежавшего из книги персонажа. В ходе заседания персонаж начинает мутировать и он вместе с другими членами Круга уничтожает его, а затем и книгу, из которой и сбежал персонаж. Позже появляется во время вторжения Киры в Орден книгочеев, но в отличие от других, Лаврентий Павлович дружелюбно относится к Кире и не пытается её остановить, вместо этого занимаясь привычной работой — очищением следов существования недавно убитых книгочеев: Риты Вольновой и Никиты Жарова. |         |                                              |                                                   |                                  |
| Варвара Леска | Женский | Магия, высокий интеллект                     | Наталия Девова, Андрей Родин                      | «Экслибриум» № 19 (май 2016)     |
| Варвара Леска — самая молодая из глав Круга, достигнувшая этой должности к 24 годам. Впервые появилась в девятнадцатом выпуске комикса «Экслибриум» в мае 2016 года. Разработали героиню сценаристка Наталия Девова, а дизайн и внешний вид — художник Андрей Родин. Варвара Леска, в отличие от своей сестры Тамары, является благовидным представителем семьи Леска, перенявшим все качества, которые характеризуют этот род. Варвара амбициозна, умна, энергична и обладает хладнокровностью, которая помогает ей идти к намеченной цели невзирая на обстоятельства. Очень дорожит своей семьёй, её готовили к службе в Ордене книгочеев с рождения. Цвет её чернил — фиолетовый, однако на данный момент неизвестно, какие способности он ей даёт. Впервые Варвара Леска появляется в сюжете «Суд» оригинального «Экслибриума», в котором предстаёт как одна из членов Круга, глав Ордена книгочеев. Вместе с остальными главами Круга, Татьяной Александровной, Лаврентием Павловичем и Яковом, судит сбежавшего из книги персонажа. В ходе заседания персонаж начинает мутировать и Варвара вместе с остальными уничтожают его, а затем и книгу, из которой он сбежал. Позже появляется во время вторжения Киры в Орден книгочеев и первая пытается противостоять ей. В отличие от Татьяны Александровны, Лаврентия Павловича и Якова, Леска не узнаёт Киру, так как на момент побега Киры из Ордена не была частью Круга. Несмотря на все старания Варвары, Кира побеждает её, а затем и других книгочеев. Она успешно уничтожает Орден, однако её предаёт Агата и забирает себе её силы мага монохрома. В серии-продолжении «Экслибриум: Жизнь вторая» Варвара вместе с другими книгочеями пытается помешать планам Агаты перестроить мир по своему усмотрению. |         |                                              |                                                   |                                  |
| Агата | Женский | Магия                                        | Наталия Девова, Андрей Родин                      | «Экслибриум» № 20 (июнь 2016)    |
| Агата — главный антагонист серии, вымышленный персонаж серии книг «Девять жизней Агаты». Впервые появилась в двадцатом выпуске комикса «Экслибриум» в июне 2016 года. Разработали героиню сценаристка Наталия Девова, а дизайн и внешний вид — художник Андрей Родин. Агата — главная героиня популярной серии книг в жанре фэнтези «Девять жизней Агаты», смелая воительница, вынужденная погибнуть в конце романа из-за предательства своего лучшего друга. Обладает привлекательной внешностью, определяющими чертами которой являются глаза изумрудного цвета и длинные белоснежные волосы. По характеру смелая, умная и опасная. Хорошо владеет мечом. Первоначально не имела сверхсил, но украв у Киры и Лили чёрные и белые чернила получает возможность беспрепятственно и неограниченно существовать в реальном мире и изменять его по своей воле. Наталия Девова создавала Агату как «героическую» личность и «образцовую Мэри Сью», а её внешность должна была отражать черты её характера — как следствие, она носит одежду с элементами рыцарских доспех. Разрабатывая новый облик героини для «Жизни второй», художник Константин Тарасов решил подчеркнуть обладание Агатой силой белого и чёрных цветов, выразив это в двухцветных костюмах и рубашках с двойными принтами. В «Экслибриуме» Агата впервые появляется в сюжете «Соль на рану», где она знакомится с книгочеем Александром Алиновским. Осознав, что она — вымышленный персонаж книги, она начала часто выходить из неё, чтобы прогуляться по иному для себя миру, в котором бы её не предостерегали мучения. Алиновский предупреждал Агату, что ей необходимо вернуться в книгу, иначе она мутирует и станет опасна. Девушка согласилась, хоть это и означало для неё быть навсегда запертой в полной страданий истории, но проникнувшийся уважением и сочувствием к персонажу Саша попытался помочь ей остаться в реальном мире. Ситуация вышла из-под контроля и Агата стала мутировать, а попытка вернуть её в книгу обернулась провалом — из романа начали прорываться в реальность остальные герои, которые также мутировали. Вторжение удалось остановить, однако погиб друг Саши, многие другие книгочеи и сама Агата. Позже выясняется, что другая версия Агаты объединилась с Кирой, Николаем, Никитой и Лизой, чтобы уничтожить Орден книгочеев. После того, как Кира удачно вторгается в Орден, пленяет глав Круга и уничтожает Костяной дом, лишив всех книгочеев своих способностей, Агата предаёт Киру, убивает её и забирает её силу монохрома. В продолжении «Экслибриум: Жизнь вторая» она собирает группу единомышленников, куда в том числе входит Соловей и Ангелина Евгеньевна, и планирует перестроить мир на своё усмотрение. |         |                                              |                                                   |                                  |
| Кира | Женский | Магия, харизма, высокий интеллект, сверхсила | Наталия Девова, Оксана Турляй, Константин Тарасов | «Экслибриум» № 24 (октябрь 2016) |
| Кира — главная героиня параллельной сюжетной линии оригинального «Экслибриума», а также последний оставшийся в живых маг монохрома. Впервые появилась в двадцать четвёртом выпуске комикса «Экслибриум» в октябре 2016 года. Разработали героиню сценаристка Наталия Девова, а дизайн и внешний вид — художники Оксана Турляй и Константин Тарасов. Кира являлась предводительницей команды, пытавшейся уничтожить Орден книгочеев. Ныне же она вместе со своими новыми союзниками пытается остановить бывшую соратницу Агату. Кира выглядит как юная девушка, одевающаяся в одежу чёрных и белых цветов. Точный возраст Киры неизвестен, но она намного старше, чем выглядит — её способности позволяли ей не стареть. После того, как она лишилась своих чернил, стала обычным человеком. По задумке Девовой, внешность героини должна была быть контрастной, чтобы отражать дуализм белого и чёрного цветов. Она также позиционировала Киру как своеобразный антипод Лили — девушки во многом схожи, и дизайн Киры должен был быть похож на таковой у Лили, но и одновременно отличаться от неё. Так, ей оставили схожее телосложение и причёску, но вместо кудрей, как у Лили, сделали прямые волосы, а вместо светлой кожи — более смуглую, с пятнами витилиго. В «Жизни второй» обновлённый облик девушки должен был отсылать к особенностям эстетики аниме, что выразилось в наличии плаща и абсурдно огромного оружия, а саму Киру Девова хотела показать «повзрослевшей морально и физически, <…> но не оставившей веры в лучшее». В «Экслибриуме» Кира и её брат Кай являются магами монохрома, которых Орден книгочеев использует в своих целях. Она вместе с братом сбегает из Настоящей Московской Библиотеки, однако их выслеживает книгочей Владимир. Он убивает Кая и забирает его белые чернила, а Кире удаётся спастись. Позже она находит единомышленников в лице Николая, его дочери Лизы и её друга Никиты, а также ожившего литературного персонажа Агаты. Вместе они пленяют Владимира, а затем, под предводительством Киры, они пытаются отыскать белые чернила и уничтожить Орден книгочеев. Узнав от Владимира, что он спрятал белые чернила в Лиле, Кира и её соратники врываются в здание Настоящей Московской Библиотеки и пленят всех книгочеев и глав Круга. После того, как Лиля под уговорами Киры передаёт ей свои белые чернила, она уничтожает Костяной дом и все книгочеи лишаются своих способностей. Совершив затеянное, Кира подвергается нападению Агаты. Агата убивает Киру и забирает её чернила вместе со способностями. В продолжении «Экслибриум: Жизнь вторая» Агата воскрешает Киру и заточает её в книге. Без своей силы Кира быстро взрослеет из девочки-подростка в молодую женщину и вынуждена защищаться с помощью косы. Позже в ту же книгу Агата заточает Аполлона и Елену, авторов её книги. Объединив усилия, троице удаётся выбраться из заточения. Вместе они планируют остановить Агату. |         |                                              |                                                   |                                  |
| Елизавета | Женский | Ловкость, выносливость                       | Наталия Девова, Юлия Журавлёва                    | «Экслибриум» № 24 (октябрь 2016) |
| Елизавета — дочь Николая, подруга Никиты и одна из сообщников Киры. Впервые появилась в двадцать четвёртом выпуске комикса «Экслибриум» в октябре 2016 года. Разработали героиню сценаристка Наталия Девова, а дизайн и внешний вид — художница Юлия Журавлёва. В «Экслибриуме» Лиза выступает как одна из соратников Киры и помогает ей поймать Владимира. В плену Владимира допрашивают, чтобы узнать, куда он подевал принадлежащий Каю белый цвет, один из тонов монохрома. После многих неудачных попыток выведать из него правду, Кира придумывает план: она пишет рассказ, который позволит ей заглянуть в воспоминания Владимира. Узнав необходимую информацию, Кира и её сотоварищи ретируются из рассказа. Оказывается, Владимир мог передать цвет Кая юной Лиле Романовой, так как раньше он был её наставником. Узнав об этом, Никита и Лиза подстраивают ловушку, в которую в результате попадают другие книгочеи. После непродолжительного сражения, Никита погибает, а Лиза убивает Риту Вольнову и серьёзно ранит Женю Лунёву. Из схватки она вышла единственной выжившей, но была заражена чернилами, из-за чего сама невольно становится книгочейкой. После нападения Киры на Орден книгочеев и предательства со стороны Агаты, Лиза оказывается в плену у книгочеев. В серии-продолжении «Экслибриум: Жизнь вторая» Лиза, пленённая книгочеями после нападения Киры, рассказывает Матвею Корецкому, другу Лили, что вместе со своим отцом Николаем помогала Кире и Агате уничтожить Орден из-за смерти своей матери, которая, как выясняется, была книгочейкой и погибла в сражении с первой Агатой, выпущенной Александром Алиновским. |         |                                              |                                                   |                                  |
| Никита Жаров | Мужской | Магия, ловкость                              | Наталия Девова, Юлия Журавлёва                    | «Экслибриум» № 24 (октябрь 2016) |
| Никита Жаров — близкий друг Лизы и книгочей, помогающей Кире в её замыслах. Впервые появился в двадцать четвёртом выпуске комикса «Экслибриум» в октябре 2016 года. Разработали персонажа сценаристка Наталия Девова, а дизайн и внешний вид — художница Юлия Журавлёва. Цвет его чернил — красный, что позволяет ему управлять стихией огня. В «Экслибриуме» Никита выступил как один из соратников Киры, помогающих ей в её планах: он вместе с Лизой ловит Владимира, затем помогает Кире проникнуть в его память, чтобы узнать местонахождение Лили Романовой, обладательницы белых чернил. Они придумывают выманить Лилю, выпустив на волю ожившую книгу, но вместо неё прибывают два других книгочея: Рита Вольнова и Женя Лунёва. Вместе с Лизой они пытаются убить Риту и Женю с помощью персонажа из ожившей книги «Иванушка-дурачок», однако во время сражения погибает сам Никита от рук мутировавшего персонажа. Лиза мстит за смерть друга и застреливает Риту и ранит Женю. В серии-продолжении «Экслибриум: Жизнь вторая» через воспоминания Лизы показана предыстория Никиты: как он когда-то поссорился с ней, как заразился чернилами и стал книгочеем и как присоединился к команде Киры. |         |                                              |                                                   |                                  |
| Николай | Мужской | Неизвестно                                   | Наталия Девова, Юлия Журавлёва                    | «Экслибриум» № 24 (октябрь 2016) |
| Николай — отец Лизы и один из приспешников Киры. Впервые появился в двадцать четвёртом выпуске комикса «Экслибриум» в октябре 2016 года. Разработали персонажа сценаристка Наталия Девова, а дизайн и внешний вид — художница Юлия Журавлёва. Живёт вместе со своей дочерью Лизой, которой очень дорожит. Появляется в «Экслибриуме» как один из сообщников Киры, помогающий ей отомстить Ордену книгочеев и отыскать Лилю Романову. В серии «Экслибриум: Жизнь вторая» раскрывается предыстория Николая и причина, по которой он искал мести Ордену. Оказывается, что его жена и мать Лизы в какой-то момент заразилась чернилами и её захватил Орден книгочеев. Долгое время она считалась пропавшей без вести, а Николай пытался найти её. От Никиты, которому удалось бежать из Ордена, он узнаёт о том, что она стала одной из книгочеев, а затем погибла в результате инцидента, виной которому стал Саша Алиновский. Движимый желанием отомстить, Николай вместе с Лизой и Никитой присоединяются к Кире и Агате. |         |                                              |                                                   |                                  |

## Экслибриум: Жизнь вторая
| Аполлон — богатый человек, пользующийся услугами деятелей искусств и выдающий их работы за свои. Впервые появился в пилотном выпуске комикса «Экслибриум: Жизнь вторая» в октябре 2019 года. Разработали героя сценаристка Наталия Девова, а дизайн и внешний вид — художник Константин Тарасов. Впервые Аполлон появляется в серии «Экслибриум: Жизнь вторая». Там он предстаёт богатым молодым человеком, который использует свои средства для финансирования различных деятелей искусств, среди которых парфюмеры, скульпторы и писатели, и выдаёт их работы за свои. Агата, главная героиня одной из книг, носящих его имя на обложке, выбирается из неё и планирует отомстить ему и Елене, настоящей создательнице романа, за вечное проживание мучений, обусловленных сюжетом романов. Агата пленит авторов и запечатывает их в свою книгу, чтобы те на собственном опыте прочувствовали все страдания, через которые ей пришлось пройти. Там Елена и Аполлон пытаются выжить в недружелюбных условиях сюжета романа: на них нападает стая волков-оборотней, и от неминуемой гибели их спасает незнакомец, вооружённый косой. Незнакомцем оказывается Кира — книгочейка, лишённая силы монохрома. Все трое помогают друг другу, и в итоге им удаётся сбежать из заточения. Вместе они планируют остановить Агату. |         |                   |                                    |                                               |
| Елена Пяткина | Женский | Высокий интеллект | Наталия Девова, Константин Тарасов | «Экслибриум: Жизнь вторая» № 0 (октябрь 2019) |
| Елена Пяткина — автор книжной серии «Девять жизней Агаты» и, как следствие, создательница самой Агаты. Впервые появилась в пилотном выпуске комикса «Экслибриум: Жизнь вторая» в октябре 2019 года. Разработали героиню сценаристка Наталия Девова, а дизайн и внешний вид — художник Константин Тарасов. Впервые молодая писательница Лена появляется в серии «Экслибриум: Жизнь вторая». Она уже некоторое время работает на Аполлона как гострайтер, написав от его имени серию книг «Девять жизней Агаты». После событий «Экслибриума» Агата выбирается из своей книги и мстит своим авторам, Елене и Аполлону, за то, что те обрекли её на вечное проживание мучений, обусловленных сюжетом романов. Агата пленит авторов и запечатывает их в свою книгу, чтобы те на собственном опыте прочувствовали все страдания, через которые пришлось пройти ей самой. Там Елена и Аполлон пытаются выжить в недружелюбных условиях сюжета романа: на них нападает стая волков-оборотней, и от неминуемой гибели их спасает незнакомец, вооружённый косой. Незнакомцем оказывается Кира — книгочейка, лишённая силы монохрома. Все трое помогают друг другу, и в итоге им удаётся сбежать из заточения. Вместе они планируют остановить Агату.                                                                              |         |                   |                                    |                                               |

## Отзывы и критика
Персонажи «Экслибриума» в целом были восприняты критиками положительно. Александр Стрепетилов, рецензент журнала «Мир фантастики», назвал одним из плюсов «Экслибриума» главных героев серии: Лилю Романову, Сашу Алиновского и Соловья. Он похвалил как Соловей и Саша раскрываются через диалоги и отношение к работе, но посетовал на переполненность реплик Лили отсылками на поп-культуру, назвав её фразы одним из минусов комикса. Обозреватель ресурса Geek-Freak.ru назвал персонажей интересными и колоритными. Он положительно воспринял образ Лили Романовой, отсылки к поп-культуре в её фразах счёл уместными. Артур был охарактеризован рецензентом как «типичный хиппи XXI века», который «отлично вписывается в общую атмосферу, а главное, находится на своём месте — на втором плане». Александр был назван самым «вменяемым» персонажем: по-началу критик посчитал, что Алиновский — типичный представитель тропа героя, являющегося «голосом разума» команды, однако отметил, что впоследствии Саша «обрастает деталями». Ангелину Евгеньевну он отнёс к архетипу «железной леди», которая, по его мнению, не рассказывается достаточным образом. Он также положительно оценил второстепенных персонажей, но посчитал, что «они больше массовка, чем каркас комикса». Критик с сайта Redrumers назвал Лилю шаблонным нёрдом, а остальных персонажей — куда более интересными. Он похвалил взаимодействие Саши и Соловья, посчитав, что причиной их удачных диалогов является игра на контрасте их характеров. Александр Талашин из «Котонавтов», как и рецензент Redrumers, раскритиковал главную героиню, называя её «замкнутым и помешанным человеком, которого даже в наше время не сыскать».
Евгений Еронин из SpiderMedia.ru в своей рецензии на первый выпуск «Экслибриума» посчитал, что облик Романовой, в сравнении с другими героями основных линеек Bubble, более оригинален, в том числе благодаря уникальным элементам гардероба, вроде шляпы. Он отметил неспокойность и экспрессивность её характера и что плохие социальные навыки девушки продемонстрированы с юмором: «Романова немного не от мира сего, но её чудачества поданы как вещи, делающие жизнь веселее». Единственный минус, выделенный Ерониным, заключался в выпрямленных волосах героини в некоторых из последующих выпусков, которые, по его мнению, меньше шли образу Лилии, а также выразил надежду, что в дальнейшем в её речи станет меньше отсылок на поп-культуру. Евгений посчитал, что создатели с любовью подходили к её созданию, и надеялся, что так же они отнесутся к проработке второстепенных персонажей и мира комикса в последующих выпусках. Георгий Габриадзе, представляющий сайт «Канобу», назвал Лилю «избранной» и «самой „особенной“ среди „особенных“» и определил её как собирательный образ клише. Он также посетовал, что Лиля не использует свои обширные познания в поп-культуре во время столкновений с ожившими персонажами книг, хотя это могло быть полезным для повествования со сценарной точки зрения. Второстепенных героев Габриадзе также посчитал выполненными не лучше: они не сильно отличаются друг от друга и их много, из-за чего запомнить каждого «толком не выходит». В качестве примера он привёл героинь Зою и Женю, чью внешность посчитал схожей друг с другом. Он пожаловался, что они не были раскрыты, из-за чего их становится трудно различить. Более того, критик отметил, что второстепенные персонажи часто пропадают из истории и появляются ближе к концу; по этой причине «приходится вспоминать, о ком вообще идет речь и возвращаться к ранним сюжетам».
Обозревательница онлайн-журнала Darker Мария Брянцева посчитала, что «многие герои „Экслибриума“ так и остаются для читателя загадкой», поэтому похвалила издательство за выпуск спин-оффа «Экслибриум: Чистый лист», который рассказывает предысторию второстепенных персонажей серии. Она также подвергла критике новых персонажей из серии-продолжения «Экслибриум: Жизнь вторая»: автора произведения об Агате Елену Пяткину и заказчика этой книги Аполлона, назвав их «настолько непроработанными, что им при всём желании не получается сопереживать». Схожего с ней мнения придерживался Сергей Афонин, представляющий портал GeekCity. Он отметил их нелепость, назвав Лену и Аполлона, соответственно, «девочкой-фанфиком» и «идиотом». По мнению Афонина, эти герои были введены как элемент комик-релифа, однако вместо веселья они вызывают раздражение, наподобии Джа-Джа Бинкса из фильма «Звёздные войны. Эпизод I: Скрытая угроза», однако всё-таки назвал сюжет достаточно бодрым. С другой стороны, он признал удачным преображение Киры из девочки в яростную воительницу в «Жизни второй». Афонин также отметил, что «Жизнь вторая» уделяет больше внимания раскрытию предыстории второстепенных персонажей, вроде Лизы. Другой обозреватель GeekCity, Павел Мезенцев, похвалил продолжение серии за раскрытие героини Агаты с необычной для персонажа стороны. Юрий Коломенский с сайта SpiderMedia.ru очень лестно отозвался о Кире, назвав подачу героини интересной и интригующей, но также отметил некоторые сюжетные ходы, связанные с ней, странными, как то: чрезмерно лёгкий захват Кирой Ордена книгочеев и её отсутствие после своего дебюта в новых выпусках на протяжении более шести номеров. Коломенский также посетовал на запоминаемость второстепенных героев.